# 鐵力士峰
铁力士峰（Titlis），最高海拔3238米，属瑞士阿尔卑斯山脉部份的山峰。在瑞士上瓦尔登州（Obwalden）中部，距离恩格尔贝格村落（Engelberg）约1.5小时车程。
铁力士峰是阿尔卑斯山著名的风景区，登上铁力士峰需要乘座三种交通工具。第一种为普通吊车，每辆可坐六人，吊车旅游由山脚开始，途中有一个落客点。如乘客需要登上铁力士峰，便应在第二下客点下车。到达第二个落客点后，八月份的温度为摄氏15至20度。接着，便转乘第二种交通工具，第二种交通工具是一辆大型吊车，到达第三个落客点。到达第三个落客点后，八月份的温度为摄氏1至5度。最后，转乘第三种交通工具，拥有世界首创的旋转登山缆车，共可承载80位乘客的旋转缆车，每程都会旋转360度一圈，懾人美景尽入眼簾。
山上有户外和室内的地方，室内为一个多层的小型购物中心，有数间售卖纪念品的商店、数间食肆、雪糕店、Swatch 手表专门店，山上不能使用欧元，只可以使用瑞士法朗和信用卡。小型购物中心内有一个冰洞，免费入场，旅客可以在里面看到几个小冰雕。
铁力士峰可供游玩的种类繁多，冰川飞渡吊椅(Ice Flyer Chairlift)、铁力士冰川乐园(Titlis Glacier Park)、冰川漫步(Glacier Hike)等。

## 图片
View of Swiss Alps from Mount Titlis

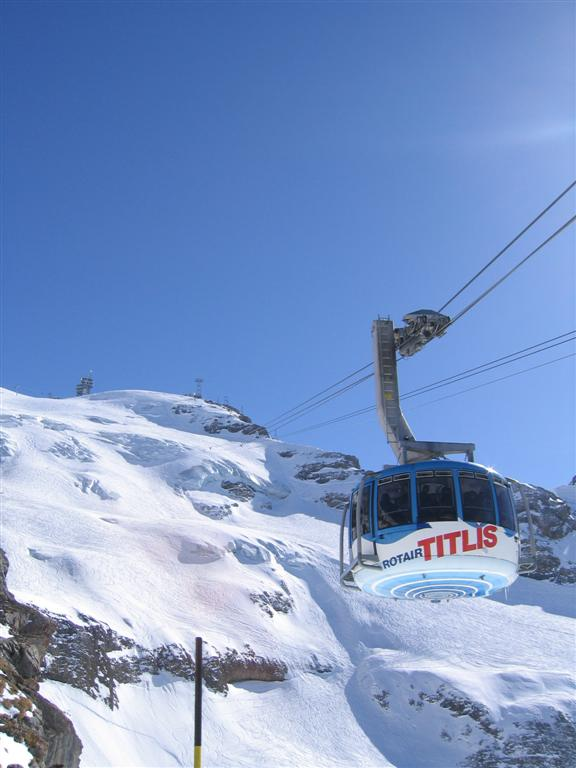
旋转登山缆车

## 参看
- 阿尔卑斯山脉
- 阿尔卑斯山脉山峰列表
- 瑞士地理